# Nebojša Kosović
Nebojša Kosović (Nikšić, 1995. február 24. –) montenegrói válogatott labdarúgó, jelenleg a Kajrat Almati játékosa.

## Pályafutása

### Klubcsapatban
Kosović Nikšićben született, majd tizenkét évesen csatlakozott a Vojvodina csapatához. Az első csapatban 2011. április 9-én mutatkozott be. A 2010-11-es szezon végéig még egy bajnoki mérkőzésen kapott lehetőséget. 2012 februárjában hároméves szerződést írt alá, első gólját pedig 2013. március 9-én szerezte a BSK Borča elleni 3-3-as döntetlen alkalmával. A 2013-14-es szezonban bemutatkozott a nemzetközi kupákban is, a máltai Hibernians ellen gólt is szerzett 2013. július 4-én. 2013 szeptemberében meghosszabbította szerződését a Vojvodinával 2017 nyaráig.
2014 januárjában leigazolta a belga Standard de Liège, de bajnokin nem lépett pályára, majd kölcsönben az Újpesthez került. Nyolc bajnokin kapott lehetőséget, majd kölcsönszerződését meghosszabbították a 2014–2015-ös idényre is.
2015 augusztusában négy évre aláírt a Partizanhoz. Augusztus 22-én, a Borac Čačak ellen mutatkozott be új csapatában. 2016. március 12-én szerezte első gólját a Partizanban. Első idényében kupagyőzelmet, a 2016–17-es idényben bajnoki címet és újabb kupagyőzelmet ünnepelhetett. Utóbbi idényben 22 tétmérkőzésen háromszor volt eredményes.
2019 tavaszán két éves szerződést írt alá a Kajrat Almati csapatával.

## Statisztika

### Klub
| Klub                | Szezon             | Bajnokság       | Bajnokság | Kupa            | Kupa  | Ligakupa        | Ligakupa | Európai         | Európai | Összesen        | Összesen |
| Klub                | Szezon             | Pályára lépések | Gólok     | Pályára lépések | Gólok | Pályára lépések | Gólok    | Pályára lépések | Gólok   | Pályára lépések | Gólok    |
| ------------------- | ------------------ | --------------- | --------- | --------------- | ----- | --------------- | -------- | --------------- | ------- | --------------- | -------- |
| Vojvodina           | 2010–2011          | 2               | 0         | 0               | 0     | —               | —        | —               | —       | 2               | 0        |
| Vojvodina           | 2011–2012          | 1               | 0         | 0               | 0     | —               | —        | 0               | 0       | 1               | 0        |
| Vojvodina           | 2012–2013          | 19              | 1         | 3               | 0     | —               | —        | 0               | 0       | 22              | 1        |
| Vojvodina           | 2013–2014          | 8               | 1         | 2               | 0     | —               | —        | 3               | 1       | 13              | 2        |
| Vojvodina           | Összesen           | 30              | 2         | 5               | 0     | —               | —        | 3               | 1       | 38              | 3        |
| Újpest (kölcsönben) | 2013–2014          | 8               | 1         | 4               | 0     | 0               | 0        | —               | —       | 12              | 1        |
| Újpest (kölcsönben) | 2014–2015          | 13              | 0         | 3               | 0     | 5               | 1        | —               | —       | 21              | 1        |
| Újpest (kölcsönben) | Összesen           | 21              | 1         | 7               | 0     | 5               | 1        | 0               | 0       | 33              | 2        |
| Partizan            | 2015–2016          | 17              | 1         | 4               | 0     | —               | —        | 0               | 0       | 21              | 1        |
| Partizan            | 2016–2017          | 16              | 3         | 6               | 0     | —               | —        | 0               | 0       | 22              | 3        |
| Partizan            | Összesen           | 33              | 4         | 10              | 0     | —               | —        | 0               | 0       | 43              | 4        |
| Karrierje összesen  | Karrierje összesen | 84              | 7         | 22              | 0     | 5               | 1        | 3               | 1       | 114             | 9        |

## Mérkőzései a montenegrói válogatottban
| #   | Dátum                | Ellenfél            | Eredmény | Kiírás              | Esemény |
| --- | -------------------- | ------------------- | -------- | ------------------- | ------- |
| 1.  | 2016. május 29.      | Törökország         | 0 – 1    | barátságos mérkőzés | 83'     |
| 2.  | 2017. június 4.      | Irán                | 1 – 2    | barátságos mérkőzés |         |
| 3.  | 2017. június 10.     | Örményország        | 4 – 1    | Vb-selejtező        |         |
| 4.  | 2017. szeptember 1.  | Kazahsztán          | 3 – 0    | Vb-selejtező        | 54'     |
| 5.  | 2018. május 28.      | Bosznia-Hercegovina | 0 – 0    | barátságos mérkőzés | 63'     |
| 6.  | 2018. június 2.      | Szlovénia           | 0 – 2    | barátságos mérkőzés | 54'     |
| 7.  | 2018. szeptember 7.  | Románia             | 0 – 0    | Nemzetek Ligája     | 74'     |
| 8.  | 2018. szeptember 10. | Litvánia            | 2 – 0    | Nemzetek Ligája     |         |
| 9.  | 2018. október 14.    | Litvánia            | 4 – 1    | Nemzetek Ligája     |         |
| 10. | 2018. november 17.   | Szerbia             | 1 – 2    | Nemzetek Ligája     |         |
| 11. | 2018. november 20.   | Románia             | 0 – 1    | Nemzetek Ligája     | 10'     |
| 12. | 2019. március 22.    | Bulgária            | 1 – 1    | Eb-selejtező        | 89'     |
| 13. | 2019. június 7.      | Koszovó             | 1 – 1    | Eb-selejtező        |         |
| 14. | 2019. június 10.     | Csehország          | 0 – 3    | Eb-selejtező        |         |
| 15. | 2019. szeptember 5.  | Magyarország        | 2 – 1    | barátságos mérkőzés | 32'     |
| 16. | 2019. szeptember 10. | Csehország          | 0 – 3    | Eb-selejtező        | 73'     |
| 17. | 2019. október 11.    | Bulgária            | 0 – 0    | Eb-selejtező        | 39'     |
| 18. | 2019. október 14.    | Koszovó             | 0 – 2    | Eb-selejtező        | 46'     |
| 19. | 2020. szeptember 5.  | Ciprus              | 2 – 0    | Nemzetek Ligája     | 57'     |
| 20. | 2020. szeptember 8.  | Luxemburg           | 1 – 0    | Nemzetek Ligája     |         |

## Sikerei, díjai
- Újpest:
  - Magyar kupa: 2013-14
  - Magyar szuperkupa: 2014
- Partizan:
  - Szerb bajnokság: 2016-17
  - Szerb kupa: 2015-16, 2016-17, 2017-18

## Fordítás
- Ez a szócikk részben vagy egészben  a   Nebojša Kosović című angol Wikipédia-szócikk fordításán alapul.  Az eredeti cikk szerkesztőit annak laptörténete sorolja fel. Ez a jelzés csupán a megfogalmazás eredetét és a szerzői jogokat jelzi, nem szolgál a cikkben szereplő információk forrásmegjelöléseként.